# Onu-Laran
Onu-Laran ist eine osttimoresische Aldeia im Suco Maudemo (Verwaltungsamt Tilomar, Gemeinde Cova Lima). 2015 lebten in der Aldeia 227 Menschen.
Onu-Laran liegt im Südosten des Sucos Maudemo, an der Küste der Timorsee.